# Apostichopus leukothele
Apostichopus leukothele is een zeekomkommer uit de familie Stichopodidae.
De wetenschappelijke naam van de soort werd in 1986 gepubliceerd door Philip Lambert.